# Dubrovniks flygplats
Dubrovniks flygplats, Ćilipi flygplats, är en internationell flygplats belägen utanför orten Ćilipi som ligger 22 km från Dubrovniks centrum och 5 kilometer från Cavtat i södra Kroatien.

## Trafik
Dubrovniks flygplats är Kroatiens tredje mest trafikerade flygplats. Flygtrafiken är i hög grad säsongsbetonad och flygplatsen är betydligt mer trafikerad från april till september. Från flygplatsen går inrikesflyg till bland annat Zagreb och Split. Utrikesflyg finns till Stockholm, Köpenhamn, Oslo och flera andra destinationer i världen.
| Flygbolag                                         | Destinationer |
| ------------------------------------------------- | --- |
| Aegean Airlines                                   | Seasonal: Athens |
| Aegean Airlines operated by Olympic Air           | Seasonal: Athens |
| Aer Lingus                                        | Seasonal: Dublin |
| Air Serbia                                        | Seasonal: Belgrade |
| airBaltic                                         | Seasonal: Riga |
| ASL Airlines France                               | Seasonal: Nice, Paris-Charles de Gaulle |
| Austrian Airlines                                 | Seasonal: Vienna |
| British Airways                                   | London-Gatwick |
| Brussels Airlines                                 | Seasonal: Brussels |
| Croatia Airlines                                  | Rome-Fiumicino, Zagreb Seasonal: Amsterdam, Athens, Berlin-Tegel, Düsseldorf, Frankfurt, Nice, Osijek, Paris-Charles de Gaulle, Pula, Split, Tel Aviv-Ben Gurion (resumes 28 juni 2016), Venice-Marco Polo, Vienna, Zürich |
| Croatia Airlines operated by Trade Air            | Seasonal: Athens, Zagreb |
| easyJet                                           | Seasonal: Amsterdam, Berlin-Schönefeld, Bristol, Edinburgh, London-Gatwick, London-Luton, London-Stansted, Lyon, Milan-Malpensa, Paris-Orly, Toulouse (begins 1 July 2016)                                                 |
| easyJet Switzerland                               | Seasonal: Geneva |
| Enter Air                                         | Seasonal: Katowice |
| Eurowings                                         | Seasonal: Düsseldorf |
| Eurowings operated by Germanwings                 | Seasonal: Berlin-Tegel, Cologne/Bonn, Düsseldorf, Hannover, Hamburg, Stuttgart |
| Finnair                                           | Seasonal: Helsinki |
| Iberia                                            | Seasonal: Madrid |
| Israir                                            | Seasonal: Tel Aviv-Ben Gurion |
| Jetairfly                                         | Seasonal: Brussels |
| Jet2.com                                          | Seasonal: Belfast-International, East Midlands, Edinburgh, Glasgow (begins 30 April 2017), Leeds/Bradford, Manchester, Newcastle upon Tyne                                                                                 |
| Lufthansa                                         | Seasonal: Frankfurt, Munich |
| Lufthansa Regional operated by Lufthansa CityLine | Seasonal: Munich |
| Luxair                                            | Seasonal: Luxembourg |
| Norwegian Air Shuttle                             | Seasonal: Barcelona, Bergen, Copenhagen, Helsinki, London-Gatwick, Madrid, Oslo-Gardermoen, Stavanger, Stockholm-Arlanda, Trondheim                                                                                        |
| S7 Airlines                                       | Seasonal: Moscow-Domodedovo |
| Scandinavian Airlines                             | Seasonal: Bergen, Copenhagen, Oslo-Gardermoen, Stockholm-Arlanda |
| SmartWings operated by Travel Service Airlines    | Seasonal: Prague |
| Thomson Airways                                   | Seasonal: Birmingham, Bristol, Doncaster (begins 4 May 2017), London-Gatwick, Glasgow, Manchester, Newcastle upon Tyne |
| Trade Air operated by Budapest Aircraft Service   | Seasonal: Rijeka, Split |
| Transavia                                         | Seasonal: Amsterdam, Munich Paris-Orly |
| Turkish Airlines                                  | Istanbul-Atatürk |
| Ukraine International Airlines                    | Seasonal: Kiev-Boryspil |
| Volotea                                           | Seasonal: Bordeaux, Marseille, Nantes, Venice-Marco Polo |
| Vueling                                           | Rome-Fiumicino Seasonal: Barcelona |

## Flygplatsen
På flygplatsen finns växelkontor, bank, butik, kafé, biluthyrning, informationsdisk och toaletter.

## Förbindelser till Dubrovnik
Vid flygplatsens entré finns flygbussar som trafikeras av bolaget Atlas DMC samt stadsbussar med regelbundna och täta avgångar till/från Dubrovnik. Där finns även taxibilar för vidare transport till Dubrovnik och andra destinationer. Från flygplatsen till Dubrovniks centrum är det cirka 22 km och resan tar 45-60 minuter.